# SV Todesfelde
El SV Todesfelde es un equipo de fútbol de Alemania que juega en la Oberliga Schleswig-Holstein, una de las ligas que conforman la quinta división nacional.

## Historia
Fue fundado en el año 1928 en la ciudad de Todesfelde en el estado de Schleswig-Holstein por alumnos de agronomía de una empresa de Rellingen que había venido a la sucursal en Deathfelde para buscar trabajo. El club contaba con una sección de gimnasia. A partir de 1933 el deporte sólo se practicaba en las organizaciones de los nazis. En la temporada de 1947/48 se revivió el deporte en el club y se fundó un departamento de fútbol. Esto fue seguido en 1974 por un departamento de balonmano, que duplicó la membresía anterior. En 1978 se estableció una división de equitación. La construcción de un polideportivo amplió la oferta deportiva a principios de la década de los años 1980. Además, había una sección de baile de jazz, gimnastas padre-hijo, una división de voleibol y un segundo grupo de gimnasia.
La sección de Fútbol terminó en el segundo lugar en 1957 Amateurliga y terminó ascendiendo. En la temporada 2004/05 en el club celebraron el campeonato en la Bezirksoberliga y por lo tanto el ascenso a la Verbandsliga Schleswig-Holstein. Después de que el equipo había logrado dos veces el ascenso, el SVT tuvo que competir en la temporada 2007/08 como campeón y ganadora de la copa de distrito, el equipo ascendió de nuevo a la Schleswig-Holstein-Liga, la quinta división, en la temporada 2009/10. Como campeón de la copa de distrito Segeberg el equipo estuvo continuamente representado en la SHFV Cup de 2015 a 2024.
La temporada 2019/20 del club fue excepcionalmente exitosa. La temporada fue interrumpida por la Asociación de Fútbol Schleswig-Holstein en marzo debido a la pandemia del COVID-19 y declarada terminada en abril. El SV Todesfelde se quedó luego de jugar 19 de 30 partidos con 47 puntos. El FC Ph-nix Lábeck, que había completado un juego más, terminó en el 2. Lugar. Debido a una disposición cociente, el SV Todesfelde (2,47 puntos) terminó arribal del 1. El FC Phoenix Lübeck (2,35 puntos) y se proclamó campeón. Sin embargo, el SV Todesfelde no había solicitado previamente la admisión para la próxima temporada de la Regionalliga y por lo tanto se mantuvo en el Oberliga. Además, el SV Todesfelde ganó la final de la copa estatal a finales de agosto de 2020 contra el club de tercer nivel VfB Lübeck, que se clasificó para la Copa de Alemania por primera vez. Allí el SV Todesfelde fue eliminado en la primera ronda al perder 0:1 contra el VfL Osnabrück.
Después de que la temporada 2020/21 fue cancelada después de unos días de juego, el SV Todesfelde se fue una vez más como campeón de la Oberliga Schleswig-Holstein en la temporada 2021/22. Dado que el club ya había incluido un concepto en el año anterior, que incluía la ampliación del estadio a 1200 asientos (expandible a 2000), incluyendo un área de invitados separada para participar en la Regionalliga Nord, participaron en la ronda de ascenso. Allí, el equipo enfrentó al Kickers Emden (Oberliga Niedersachsen) y al Bremer SV (Bremenliga), al Wandsbeker TSV Concordia (Oberliga Hamburg) y no superó la ronda de clasificación.
En la temporada 2023/24 el SV Todesfelde se convirtió en campeón del Oberliga Schleswig-Holstein por tercera vez, por lo que se clasificaron para la ronda de ascenso, en la que los campeones de la Oberliga Schleswig-Holstein, Oberliga Hamburg (Altona 93) y Bremen-Liga (Werder Bremen II) interpretaron a otros dos equipos como el campeón de la Liga Alta de Baja Sajonia (Kickers Emden). SV Todesfelde derrotó al Altona 93 por 5:3 en el primer juego. Como los residentes de Hamburgo habían perdido previamente contra el Werder Bremen II, lograron el ascenso antes del juego final. En la SHFV-Pokal fueron derrotados en la final por el FC Phoenix Lübeck.